# Centroscyllium
Centroscyllium è un genere di pescecani di acque profonde dai grandi occhi privi di pinna anale, di colore grigio o bruno-nerastro e con due spine dorsali, delle quali la seconda molto più grande della prima. Comprende otto specie.

## Specie
- Pescecane pinnaalta, Centroscyllium excelsum Shirai e Nakaya, 1990.
- Pescecane nero, Centroscyllium fabricii (Reinhardt, 1825).
- Pescecane granulato, Centroscyllium granulatum Günther, 1887.
- Pescecane pellenuda, Centroscyllium kamoharai Abe, 1966.
- Pescecane denti a pettine, Centroscyllium nigrum (de Buen, 1959).
- Pescecane ornato, Centroscyllium ornatum (Alcock, 1889).
- Pescecane pinnabianca, Centroscyllium ritteri Jordan e Fowler, 1903.
- Centroscyllium sheikoi (Dolganov, 1986)[1]